# 1953年ドワイト・D・アイゼンハワー大統領就任式
第34代アメリカ合衆国大統領のドワイト・D・アイゼンハワーの1回目の就任式は、1953年1月20日火曜日にワシントンD.C.のアメリカ合衆国議会議事堂のイーストポルティコで行われた。これは42回目となる大統領就任式であり、大統領のドワイト・D・アイゼンハワーと副大統領のリチャード・ニクソンの1期目の始まりとなった。アイゼンハワーの大統領就任宣誓は最高裁判所長官のフレデリック・M・ヴィンソン、ニクソンの副大統領就任宣誓は上院議員のウィリアム・ノーランドが執り行った。
アイゼンハワーは宣誓の際に2冊の聖書に手を置いた。1冊は1789年にジョージ・ワシントンが使用した聖書であり、歴代誌第二7章14節が開かれた。もう1冊は彼個人の「ウェスト・ポイント・バイブル」であり、詩篇33章12節が開かれた。その後彼は聖書にキスをするのではなく自分の祈りを唱えた。

## 就任式委員会
就任式の企画・実行を担当した1953年アメリカ合衆国議会就任式典合同委員会は、以下のメンバーで構成されていた:
- スタイルズ・ブリッジズ（英語版）上院議員 (共和党・ニューハンプシャー州) 委員長
- カール・T・ヘイデン（英語版）上院議員 (民主党・アリゾナ州)
- レスリー・C・アレンズ（英語版）下院議員 (共和党・イリノイ州)
- ジョーセフ・W・マーティン下院議員 (共和党・マサチューセッツ州)
- サム・レイバーン（英語版）下院議員 (民主党・テキサス州)